# Список дипломатических миссий Буркина-Фасо
Список дипломатических миссий Буркина-Фасо — перечень дипломатических миссий (посольств) и генеральных консульств Буркина-Фасо в странах мира (не включает почётных консульств).

## Европа
- Австрия
  - Вена (посольство)
- Бельгия
  - Брюссель (посольство)
- Германия
  - Берлин (посольство)
- Дания
  - Копенгаген (посольство)
- Италия
  - Рим (посольство)
- Россия
  - Москва (посольство)
- Франция
  - Париж (посольство)
- Швейцария
  - Женева (посольство)

## Азия
- Индия
  - Нью-Дели (посольство)
- Китайская Республика
  - Тайбэй (посольство)
- Саудовская Аравия
  - Эр-Рияд (посольство)
  - Джидда (генеральное консульство)
- Япония
  - Токио (посольство)

## Америка
- Бразилия
  - Бразилиа (посольство)
- Канада
  - Оттава (посольство)
- Куба
  - Гавана (посольство)
- США
  - Вашингтон (посольство)

## Африка
- Алжир
  - Алжир (посольство)
- Гана
  - Аккра (посольство)
  - Кумаси (генеральное консульство)
- Египет
  - Каир (посольство)
- Кот-д’Ивуар
  - Абиджан (посольство)
  - Буаке (генеральное консульство)
- Ливия
  - Триполи (посольство)
- Мали
  - Бамако (посольство)
- Марокко
  - Рабат (посольство)
- Нигер
  - Ниамей (генеральное консульство)
- Нигерия
  - Абуджа (посольство)
- Сенегал
  - Дакар (посольство)
- Тунис
  - Тунис (посольство)
- Эфиопия
  - Аддис-Абеба (посольство)
- ЮАР
  - Претория (посольство)

## Международные организации
- Аддис-Абеба (постоянное представительство при Африканском союзе)
- Женева (постоянное представительство при ООН и других международных организациях)
- Нью-Йорк (постоянное представительство при ООН)